# 团伞女蒿
团伞女蒿（学名：Hippolytia glomerata）是菊科女蒿属的植物，为中国的特有植物。分布于中国大陆的西藏等地，生长于海拔4,600米的地区，见于高山草甸，目前尚未由人工引种栽培。